# Foghíjasok

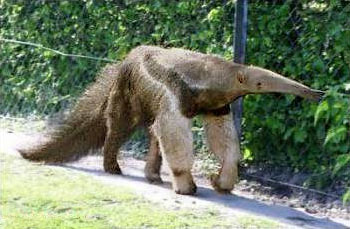
A hangyászfélék, mint a sörényes hangyász az újvilági foghíjasok közé tartoztak.

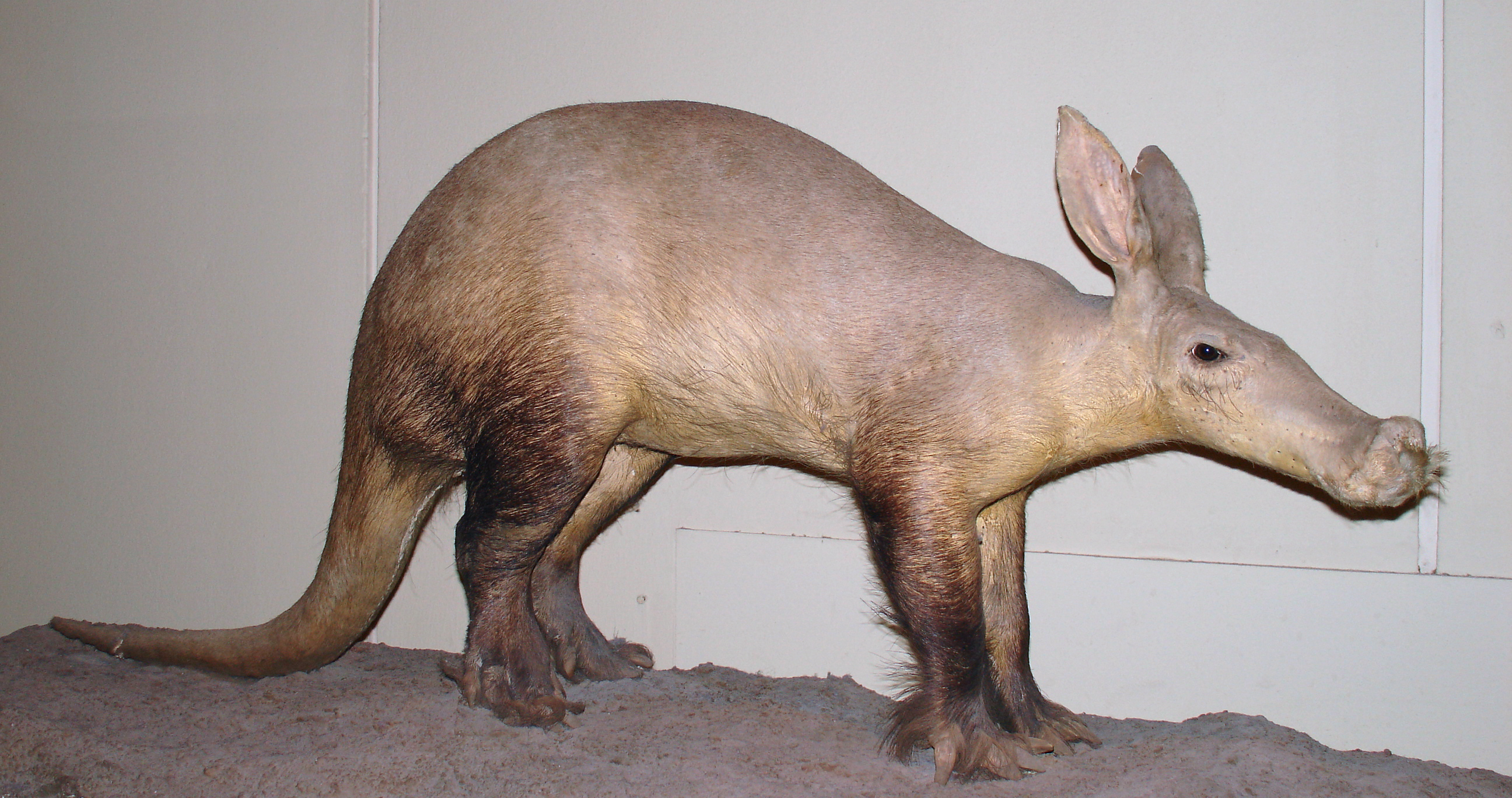
Az egyetlen csövesfogú-faj: a földimalac (Orycteropus afer).

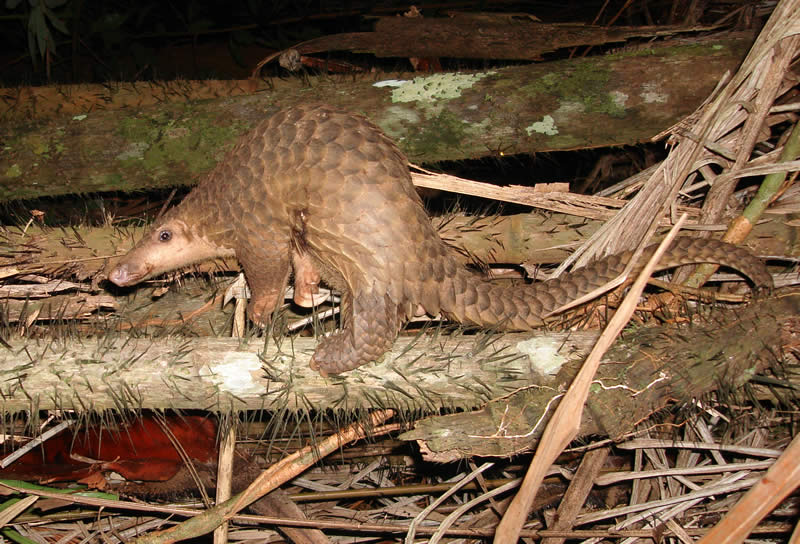
A tobzoskák – mint volt óvilági foghíjasok.

A foghíjasok (Edentata) az emlősök rendszerében ma már nem használt, elavultnak tekintett kategória. Az állatrendszertanban mintegy 100 évig használták, a 19. század második, és a 20. század első felében. Az ide tartozó állatokat egymás közeli rokonainak vélték, és egy rendbe, a foghíjasokhoz vonták össze őket. Már elég korán, az 1940−50-es években kezdték hangsúlyozni a csoport mesterséges mivoltát, és vagy törölték a rendszerekből, vagy azután csak és kizárólag a vendégízületesekre (Xenarhtra) értették. 
A csoportot a korábbi rendszerek – mint azt már említettük – rendnek tekintették, és több alrendre osztották fel, valamint megkülönböztettek két magasabb rendű egységet is: az óvilági és az újvilági foghíjasok. Az utóbbiak tulajdonképpen a vendégízületeseket jelentették.
- Foghíjasok rendje (Edentata)
  - Óvilági foghíjasok
    - Csövesfogúak alrendje (Tubulidentata)
    - Tobzoskaalakúak alrendje (Pholidota)

  - Újvilági foghíjasok 
    - Vendégízületesek alrendje (Xenarthra)
      - Övesállatfélék családja (Dasypodidae)
      - Hangyászfélék családja (Myrmecophagidae)
      - Lajhárfélék családja (Bradypodidae)

Alapvetően a csoport nevével is baj van, hisz éppen a közös tulajdonságot jelölni akaró „foghíjas” név az, amely nem közös sajátossága az alrendeknek, sőt a családoknak sem, hisz foga legtöbbjüknek van. A foghíjasok név csak a hangyászokra és a tobzoskaalakúakra jellemző. E két csoport mellesleg külső alakra is nagyon emlékeztet egymásra, és életmódjuk is nagyon hasonlatos, mely azonban csak konvergencia eredménye.
A foghíjasok alrendjei ma igencsak távol kerültek egymástól. A csövesfogúak ma az Afrotheria csoportban találhatók, az elefántcickány-alakúak (Macroscelidea) és az előpatások (szirtibotz-alakúak; Hyracoidea) között, nem messze olyan közismert csoportoktól, mint az ormányosok (Proboscidea) és a tengeritehenek (Sirenidea). A vendégízületesek külön öregrendet alkotnak a rendszerben, melyek első képviselői kb. 95 millió éve alakultak ki. A tobzoskák pedig a Laurasiatheria öregrend tagjai, ahol kládot alkotnak a ragadozókkal (Carnivora), azaz nekik testvércsoportjuk.